# 1926 en Belgique
Chronologie de la Belgique
- 1922
- 1923
- 1924
- 1925
- 1926
- 1927
- 1928
- 1929
- 1930

Cette page recense des événements qui se sont produits durant l'année 1926 en Belgique.

## Chronologie
- 7 janvier : la fonte des neiges accumulées depuis novembre 1925 et des pluies très abondantes provoquent une crue de la Meuse et de ses affluents. Les inondations causent des dégâts importants dans plusieurs villes de la vallée de la Meuse[1].
- 8 mai : démission du gouvernement Poullet[2].
- 20 mai : installation du gouvernement Jaspar I, gouvernement d'union nationale[2].
- 23 juillet : création de la Société nationale des chemins de fer belges (SNCB).
- 25 octobre : le gouvernement stabilise le franc belge[3].
- 10 novembre : le prince Léopold épouse religieusement la princesse Astrid de Suède.

## Culture

### Cinéma
- Betty gagne les 100.000 francs (Bet trekt de 100.000) d'André Boesnach.
- De Boma à Tshela par la voie du Mayumbe, film documentaire d'Ernest Genval.
- Kermesse sanglante de Francis Martin.
- Monsieur mon chauffeur de Gaston Schoukens.
- On tourne de Francis Martin.

### Littérature
- Le Concert dans le musée, recueil d'Albert Giraud[4].
- Le Naïf, roman de Franz Hellens[5].

## Naissances
- 20 février : Bobby Jaspar, saxophoniste de jazz († 28 février 1963).
- 21 mars : André Delvaux, cinéaste († 4 octobre 2002).
- 29 octobre : Maurice Blomme, coureur cycliste († 11 avril 1980).

## Décès
- 22 janvier : Désiré-Joseph Mercier, cardinal, archevêque de Malines-Bruxelles (° 21 novembre 1851).
- 2 décembre : Gérard Cooreman, homme politique (° 25 mars 1852).
- 13 décembre : Théo van Rysselberghe, peintre (° 23 novembre 1862).